# 兴隆镇 (奉节县)
兴隆镇，是中华人民共和国重庆市奉节县下辖的一个乡镇级行政单位。

## 行政区划
兴隆镇下辖以下地区：
三角坝社区、荆竹社区、庙湾社区、六垭村、三桥村、石乳村、友谊村、清泉村、友爱村、方洞村、新街村、梅花村、安淌村、回龙村、杨店村、小寨村、杉木村、东坪村、龙门村、桃源村、川鄂村、桂花村和高坪村。